# 老英雄蒋维平烈士陵园
老英雄蒋维平烈士陵园，位于北京市房山区石楼镇石楼村，为纪念中国人民解放军中的老英雄蒋维平而建立。

## 简介
蒋维平原籍清朝河间府阜城县蒋庄村（今河北省衡水市阜城县蒋庄村），后离家出走从军，辗转落户在河北省房山县石楼村（今北京市房山区石楼镇石楼村）。抗日战争期间，1938年2月蒋维平60岁参加八路军359旅，同年4月加入中国共产党。他担任军医，并积极参加大生产运动，成了陕甘宁边区有名的老英雄。77岁被授予中国人民解放军中校军衔，成为中华人民共和国成立后获授军衔的最年长者。1964年，蒋维平在张家口逝世。安葬在察哈尔烈士陵园。
老英雄蒋维平烈士陵园位于石楼镇文体广场，属于衣冠冢。有1993年兴建的老英雄蒋维平半身石雕像。雕像基座正面刻有杨成武的题字“老英雄蒋维平”（落款“杨成武”），背面有碑文：

蒋维平系房山石楼村人。一八七八年生，一九六四年病逝，享年八十六岁。他一生学过徒，当过长工，戎马转战，寻求救国。一九三八年三月，他携义子参加革命。同年五月，加入中国共产党。在延安整风和大生产运动中，被评为陕甘宁边区劳动英雄、全国劳动模范，曾受到毛主席表扬。他历任白求恩国际和平医院、察哈尔军区医院副院长等职。国防部授予他中校军衔。他在家乡组织自卫团，办红十字会，建立医务室，引进资金和技术发展生产，并慷慨解囊资助家乡建设，与家乡人心心相印。他对党的事业忠心耿耿，对人民无私奉献，老当益壮德高望重，是深受人们爱戴和崇敬的老英雄。时塑像立碑，永为纪念。
   
宋成明撰文，种海滨书

石楼村党总支、村委会立

公元一九九三年九月

2012年，“老英雄蒋维平烈士陵园”被列为北京市房山区普查登记文物。2013年1月挂普查登记文物牌保护。
老英雄蒋维平雕像后面，如今还立有两块石碑。一块是文昌碑，又称文昌帝君碑，清朝嘉庆四年（1799年）立。青白石质，方首无座，碑高1.1米，宽0.52米，厚0.18米。碑首为祥云浮雕，额题正书“文昌碑记”，碑文为：“自古称大孝者首推虞舜文昌帝君，继舜而称孝者也，其所著孝经与十八章相表里，盖木至性所发言……嘉庆四年岁在己未七月立。”2012年，“文昌碑”被列为北京市房山区普查登记文物。
另一块是王辅三墓志碑，青白石质，方首无座，碑阳额篆题“王君辅三墓志”，碑身首题“君姓王氏讳邦屏字辅三房山石楼人也…”，落款“中华民国二十年夏正五月榖日立”；碑阴额题“碑阴”，碑身仅在落款处刻有人名，可能是碑文内容没刻完。